# Armel Diverrès
Pour les articles homonymes, voir Diverrès.
Armel Hugh Diverrès (Diverres pour les anglophones) est un professeur d'université français, spécialiste de littérature française médiévale et un celtologue. Né à Liverpool en 14 septembre 1914 et décédé en 27 mai 1998, il a enseigné successivement dans les départements de français de trois universités de Grande-Bretagne. Comme résident galloisant, il a participé au renouveau de la langue du Pays de Galles.

## Famille
Ses parents étaient Paul Diverrès, un Lorientais, et Elizabeth Jones (dite Bessie Jones), une musicienne galloise de Swansea-Abertawe. Ils firent connaissance à l'occasion d'un voyage du premier pour assister en 1907 à l'Eisteddfod qui se tenait dans cette ville. À cette occasion, Paul Diverrès fut confirmé comme barde par le Gorsedd des bardes de l'île de Bretagne.
Grâce à ses diplômes universitaires obtenus des deux côtés de la Manche et à sa connaissance du gallois acquise à l'Université de Rennes, Paul Diverrès fit une carrière à la Bibliothèque nationale du pays de Galles et dans deux universités britanniques.
Armel, élevé principalement au Pays de Galles, hérite de ses parents la pratique et la connaissance de quatre langues : français, breton, anglais et gallois.

## Études et carrière universitaires
Il commença un cycle universitaire de français à l'Université du Pays de Galles à Swansea-Abertawe de 1934 à 1936 et le compléta en obtenant une licence-ès-lettres à l'Université de Rennes en 1937. En 1938, il fut reçu comme Master of Arts à l'Université de Swansea. Il exerça comme assistant (lecturer) en français à l'Université de Manchester, puis de maître de conférences (senior lecturer) à l'Université d'Aberdeen. En 1974, il fut nommé à une chaire de professeur de français à l'Université de Swansea-Abertawe et partit à la retraite en 1981.

## Spécialisations
C'est un spécialiste de la littérature celtique médiévale (la Matière de Bretagne) à l'origine de la légende arthurienne et des romans de la Table ronde et de son grand écrivain français, Chrétien de Troyes, qu'il a particulièrement étudié.
Il a présidé la Société internationale arthurienne en 1979 et 1980.
Il a appuyé une thèse émise par l'Américaine Helen Adolf (en) sur la Légende du Graal que l'on trouve chez Chrétien de Troyes et ses continuateurs. Le récit démarquerait les tribulations de plusieurs familles nobles émigrées en Terre sainte. Le Roi Pêcheur serait Baudouin IV de Jérusalem qui fut un roi atteint de maladie et Lohengrin serait Philippe de Lorraine (dit aussi d'Alsace) qui fut un célèbre croisé apparenté aux plus grandes familles.
Il a aussi livré une étude très fine des lieux parcourus par Jean Froissart.